# 美波町立日和佐小学校
美波町立日和佐小学校（みなみちょうりつ ひわさしょうがっこう）は、徳島県海部郡美波町奥河内字本村にある公立小学校。

## 教育目標
- 学校教育目標「生きる力をはぐくみ、人権を尊重する児童の育成をはかる」

## 沿革
- 1872年8月1日 - 日和佐町奥河内に北郷小学校を創立。
- 1873年3月 - 括羽小学校と改称。
- 1877年4月1日 - 日和佐小学校と改称。
- 1886年10月 - 日和佐尋常小学校と改称。
- 1900年7月1日 - 高等小学校を併置し、校名を日和佐尋常高等小学校に改称。
- 1926年8月13日 - 徳島県海部郡日和佐町立日和佐尋常高等小学校に改称。
- 1932年8月1日 - 徳島県海部郡日和佐尋常高等小学校に改称。
- 1941年4月1日 - 国民学校令の施行により、校名を徳島県海部郡日和佐町国民学校に改称。
- 1947年4月1日 - 学校教育法の施行により、徳島県海部郡日和佐小学校と改称。
- 1956年9月30日 - 町村合併により、徳島県海部郡日和佐小学校と改称。
- 1962年4月1日 - 西河内小学校及び恵比須浜分教場を本校に統合。
- 1968年11月 - 学校給食優良校として、文部大臣表彰を受ける。
- 1971年7月26日 - 小学校プールが完工する。
- 1972年4月1日 - 大戸小学校を本校に統合。
- 1992年4月1日 - 山河内小学校を本校に統合。
- 2006年3月31日 - 日和佐町は由岐町と合併し、美波町になり、校名を美波町立日和佐小学校と改称。
- 2010年4月1日 - 美波町立赤松小学校を本校に統合。

## 校歌

### 日和佐小学校
- 作詞: 町弥一
- 作曲: 谷啓介

## 関連学校
- 美波町立日和佐中学校
- 美波町立赤松小学校

## 通学区域が隣接している学校
- 美波町立由岐小学校
- 阿南市立福井小学校
- 阿南市立新野小学校
- 那賀町立相生小学校
- 海陽町立海南小学校
- 牟岐町立牟岐小学校